# الصفرات (ثادق)
الصفرات إداريًا تَسمى مركز الصفرات, أو كما يسميها أهلها الصفرة تقع البلدة شمال غرب مدينة الرياض على بعد تسعين كيلا على طريق الرياض القصيم السريع يحدها غرباً بلدة البير ومحافظة ثادق، ويحدها شرقاً بلدة البويردة ودقلة وجنوباً محافظة حريملاء وشمالاً طريق الرياض القصيم السريع وروضة نورة. وقد وردت تفصيلات عن اسم هذه البلدة في كتاب عنوان المجد في تاريخ نجدل ابن بشر وتاريخ الفاخري والكتب الحديثة جمهرة أنساب الأسر المتحضرة في نجد للحمد الجاسر، وبلدان اليمامة لابن خميس وكتاب الأسر الودعانية للاحيدب.
والصفرات عبارة عن أربع قرى تمتد على وادي الصفرات وكل قرية منها تسمى الصفرة (بتشديد الراء) وهي قرية العليا وبها السد الكبير لكل قرى البلدة وقرية البلاد الوسطى وقرية الجو وقرية الحسيان بالإضافة إلى مخطط حديث أسفل الوادي انتقل أليه أغلب أهالي القرى المذكورة.

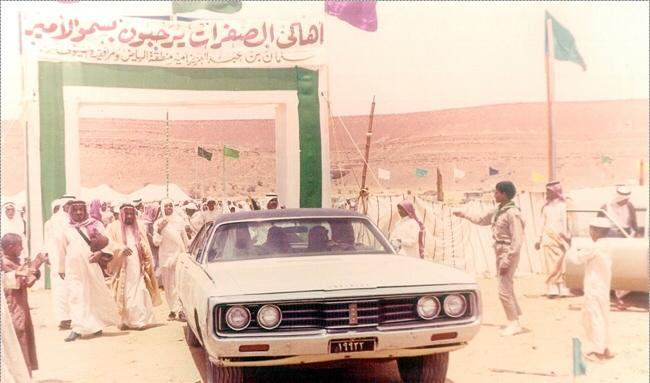
زيارة الملك سلمان -أمير الرياض آنذاك- لبلدة الصفرات عام 1392هـ - 1972م

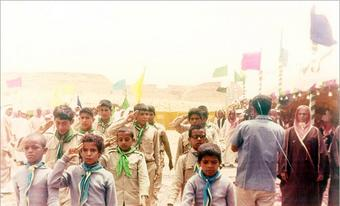
صورة من مراسم استقبال الملك سلمان -أمير الرياض آنذاك- عام 1972 ويظهر يمين الصورة أمير البلدة السابق الشيخ عبدالعزيز الدهيشي

## جغرافيا الصفرّات
تقع الصفرّات في وادٍ من أودية المحمل ينحدر من جهة الشمال مع الاتجاه قليلاً إلى الشرق، بعد ذلك يتجه الى البير والحسي، والصفرات بقراها الأربع متجاورة وتقع على هذا الوادي وهي
1. صفرّة العليا.
2. صفرّة الوسطى.
3. صفرّة الجو.
4. صفرّة الحسيان.

ورغم انحصارها في واد ضيق بنيت البيوت في جانبيه ومعظمها مزارع إلا أن صغر مساحة الوادي جعل السكان يأخذون امتدادهم بشكل طولي على جوانب الوادي من الجنوب إلى الشمال.تكثر بها الأشجار والنخيل وذلك لكثرة المياه وملاءمة جوها للزراعة. إلا أن ضيق المساحة بين الجبال أصبح التخطيط يشكل عقبة كبيرة لها حيث قلة الأراضي المناسبة للتخطيط تجعل عمل المخططات فيه شيء من الصعوبة، وبها مجمعات للمدارس «البنين والبنات» من مدارس ابتدائية ومتوسطة وثانوية وفي المجال العمراني الحديث فقد تم تخطيط بعض الأراضي في الصفرات وتوزيعها كقطع سكنية حيث بلغ عدد المخططات خمس مخططات تحتوي على 1272 قطعة سكنية تم توزيعها على المواطنين.

## شعيب الصفرات
أحد معالم بلدة الصفرات الشهيرة, يجذب هذا الشعيب -والشعيب هو الوادي الجاف الذي تجري فيه المياه في مواسم الأمطار فقط- أكثر من 5000 زائر سنوياً في المواسم الممطرة. حيث يتجمع الماء فيه بعد الامطار ومع مرور الوقت تخضّر أرضه ليكون وجهة مميزة للرحلات. يحوي الشعيب على سد مياه قصير الارتفاع يسمى "سد الصفرات". 

## شخصيات بارزة
يبرز عدد من الشخصيات الذين ينتمون إلى بلدة الصفرات منهم من سكن واستقر فيها ومنهم من انتقل إلى الرياض هذه قائمة ببعض الشخصيات:
1. عبد الله بن صقيه التميمي: أحد أبرز شعراء قبيلة بني تميم الشعبيين، ولد في الصفرّات وتوفي فيها, يُعرف عنه أنه رفض مغادرتها حتى وافته المنية. يسمى بين العامة بـ"ابن صقيه"، وفي الصفرات يعرف بـ"الشاعر".
2. حمد بن عبدالله المنيع: رجل أعمال أسّس "شركة المنيع التجارية" .
3. حمد بن ناصر الموسى: أكاديمي ورجل أعمال, يرأس قسم الإعلام والإتصال التسويقي في جامعة الإمام محمد بن سعود.
4. أيمن السند: رجل اعمال